# Terras Altas (Escócia)

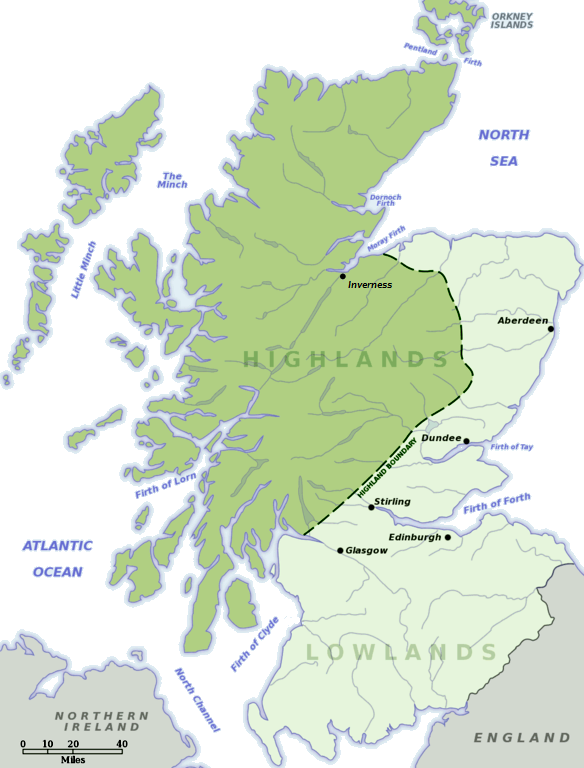
A divisão das Terras Altas com as Terras Baixas.

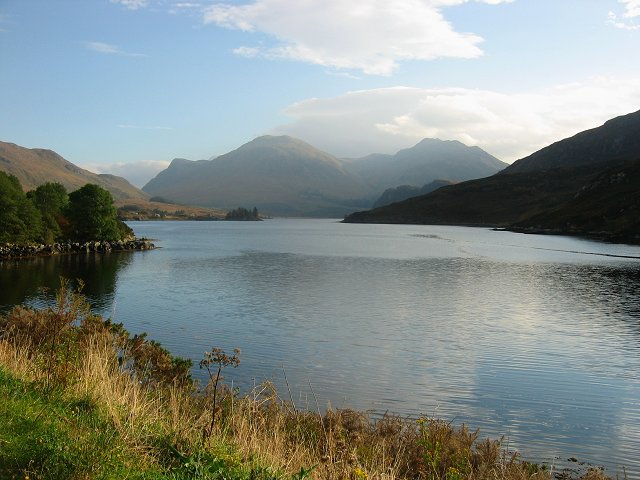
Loch Long

As Terras Altas (em gaélico escocês A' Ghàidhealtachd, em inglês Highlands) são a zona montanhosa do norte da Escócia. A língua gaélica escocesa é atualmente falada apenas em algumas regiões das Terras Altas. Seu centro administrativo é Inverness. Politicamente, as Terras Altas caracterizavam-se até o século XVIII por um sistema feudal de famílias - os famosos clãs escoceses.
Antes do século XIX, havia grande concentração de habitantes; porém, a Revolução Industrial e outros eventos socioeconômicos resultaram na migração dos habitantes dessa região para áreas urbanas. Atualmente, as Terras Altas têm grande escassez de habitantes.
O catolicismo permaneceu influente nessa zona ao longo da História da Escócia, como demonstram os Levantes Jacobitas. Nas Terras Baixas, por outro lado, predomina o protestantismo (sobretudo o calvinismo na sua forma presbiteriana - ver Kirk).